# IC 536
IC 536 је спирална галаксија у сазвјежђу Лав која се налази на листи објеката дубоког неба у Индекс каталогу.
Деклинација објекта је + 25° 6' 37" а ректасцензија 9h 24m 40,0s. Привидна величина (магнитуда) објекта IC 536 износи 14,4 а фотографска магнитуда 15,3. IC 536 је још познат и под ознакама UGC 5006, MCG 4-22-45, CGCG 121-84, PGC 26669.